# KSYME-CMRC

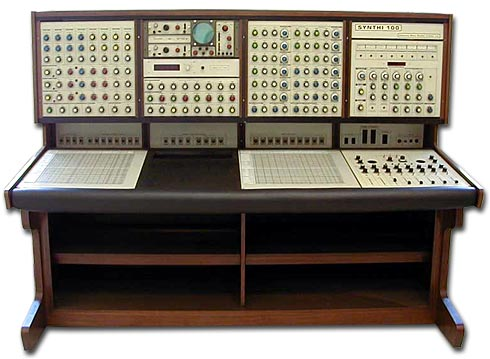
EMS Synthi 100

KSYME-CMRC (gegründet 1979 in Athen) wurde von Iannis Xenakis, Giannis Papaioannou und Stephanos Vassiliadis mit dem Ziel, Elektroakustische Musik in Griechenland zu etablieren, gegründet. Bis 2004 hatte Stephanos Vassiliadis die Leitungsfunktion inne. Das KSYME-CMRC (Contemporary Music Research Center) kooperiert mit der Nationalen Technischen Universität Athen sowie mit der Columbia und Princeton University. Neben Veranstaltung erarbeiten sie auch zahlreiche Schulmaterialien für den Musikunterricht. Ein wichtiges Projekt ist die Restaurierung und Arbeit mit dem EMS Synthi 100, einem seltenen Analogsynthesizer, der 1971 in limitierter Auflage von den Electronic Music Studios in London hergestellt wurde. Eine Serie von vier Arbeiten (von Panos Alexiadis, Jonas Broberg, Marinos Koutsomichalis und Lisa Stenberg) sowie das Instrument selbst wurden auf der documenta 14 ausgestellt.